# Hugo Stinnes
Hugo Dieter Stinnes (12 februarie 1870 - 10 aprilie 1924) a fost un industriaș și politician german.

## Viața și cariera
Stinnes s-a născut la Mülheim, în Valea Ruhrului, Confederația Germaniei de Nord. Tatăl său a fost numit și Hugo, iar bunicul său, Matthias Stinnes, a fondat o întreprindere modestă în Mülheim.
După ce și-a dat examenul de absolvire de la o școală secundară (Realschule), tânărul Stinnes a fost plasat într-un birou din Koblenz, unde a primit pregătire de afaceri. Pentru a obține o cunoaștere practică a mineritului, a lucrat câteva luni ca miner la colierul Wiethe. Apoi, în 1889, a urmat un curs de instruire la Academia de Minerit din Berlin (în 1916 a fuzionat la Institutul de Tehnologie din Berlin). În 1890, a moștenit mineritul de cărbune al tatălui său și alte întreprinderi financiare.

## Legături externe
- Opere de sau despre Hugo Stinnes la Internet Archive
- Materiale selecționate din ziare despre  Hugo Stinnes în 20th Century Press Archives din cadrul Bibliotecii Naționale de Economie din Germania (ZBW)